# Berthold Niedermoser
Berthold Niedermoser OCist (* 28. Juli 1910 in St. Jakob in Haus; † 23. August 1996 in Linz) war ein österreichischer Zisterzienser und Abt des Stiftes Schlierbach.

## Leben
Niedermoser besuchte nach einer Tischlerlehre das Gymnasium des Stiftes Schlierbach, wo er nach der Matura 1934 eintrat. Er studierte Theologie an der Universität Innsbruck und empfing 1939 in Linz die Priesterweihe. Danach war er in der Pfarrseelsorge tätig. 1942 wurde er von der Gestapo verhaftet. Bis 1945 war er im KZ Dachau inhaftiert. Nach seiner Rückkehr war er wieder als Seelsorger eingesetzt, bis er 1955, einen Monat nach dem Tod seines Vorgängers Alois Wiesinger, zum Abt gewählt wurde. Als solcher ließ er die Stiftskirche renovieren und die Wirtschaftsbetriebe ausbauen. Nach seiner Resignation 1971 war er als Krankenseelsorger in Linz tätig, wo er 1996 starb.